# تريفور فينتر
تريفور فينتر (7 يناير 1974 في الولايات المتحدة - ) (بالإنجليزية: Trevor Winter)‏ هو لاعب كرة سلة أمريكي في مركز الوسط. لعب مع مينيسوتا غولدن غوفرز.

## وصلات خارجية
- تريفور فينتر على موقع سبورتس رفرنس (الإنجليزية)
- تريفور فينتر على موقع كلية كرة السلة في سبورتس رفرنس.كوم (الإنجليزية)
- تريفور فينتر على موقع ريلجم (الإنجليزية)
- تريفور فينتر على موقع بروبوليرز (الإنجليزية)